# Microlens (optica)
Een microlens is een klein lensje, meestal met een diameter kleiner dan een millimeter, en vaak zelfs tot 10 μm. Door de kleine afmetingen kunnen eenvoudige lensontwerpen een goede optische kwaliteit leveren. Daar staat tegenover dat er soms ongewenste effecten kunnen optreden ten gevolge van diffractie langs de randen van de kleine componenten.

## Soorten microlenzen
Een typische microlens heeft één vlakke zijde en één sferische bolle zijde (planoconvex). Doordat de lensjes zo klein zijn, is de montering vaak dikker dan de lens zelf; bij het ontwerp moet hiermee rekening worden gehouden. Meer geavanceerde lensjes kunnen ook asferische oppervlakken hebben, en ze kunnen ook worden gecombineerd tot kleine lenzenstelsels, om de gewenste ontwerpspecificaties te kunnen realiseren.
Een ander type microlens heeft twee vlakke, parallelle oppervlakken (dus in feite een vlakke plaat), waarbij de lenswerking wordt bereikt door de brekingsindex plaatsafhankelijk te maken. Deze lenzen worden gradiëntlenzen of GRIN-lenzen (van Engels: gradient index, verlopende brekingsindex) genoemd. Er zijn ook lenzen die een combinatie gebruiken van een brekingsindexgradiënt en een geschikte vorm van het brekende oppervlak.
Weer een ander soort mircrolenzen maakt gebruik van een reeks concentrische ringen; dit zijn in feite miniatuur-fresnellensjes. Deze kunnen zeer dun en licht worden gemaakt. Dan zijn er nog microlenzen die gebruikmaken van diffractie (buiging); deze werken als fresnel-zoneplaatjes. Zij hebben als voordeel dat ze kunnen worden vervaardigd met standaardprocedés uit de halfgeleidertechnologie, zoals fotolithografie en dergelijke.
Microlensarrays zijn matrices met meerdere lensjes, die in een een- of tweedimensionale matrix op een substraat zijn geplaatst. Als de afzonderlijke lensjes een cirkelvormige intreepupil hebben en elkaar niet mogen overlappen, kunnen ze in een hexagonale matrix worden geplaatst, om een maximaal oppervlak te bestrijken. Er zullen echter altijd openingen tussen de lensjes blijven, die alleen kunnen worden weggewerkt door de lensjes een niet-cirkelvormige intreepupil te geven. Bij matrices van optische sensoren dienen kleine lensjes ertoe om zo veel mogelijk licht op de fotocellen te concentreren in plaats van dat er een deel op niet-lichtgevoelige gebieden valt. De vulfactor – dat is de verhouding tussen het actief brekende oppervlak (dus het oppervlak dat werkelijk licht opvangt en aan de sensor doorgeeft) en het totale aaneensluitende oppervlak dat door het microlensarray wordt ingenomen – wordt zo mogelijk geoptimaliseerd.

## Vervaardiging
In de 17e eeuw ontwikkelden zowel Antoni van Leeuwenhoek als Robert Hooke technieken om kleine glazen lensjes te maken voor hun microscopen. Hooke smolt kleine draadjes van Venetiaans glas en liet de oppervlaktespanning van het gesmolten glas een glad sferisch oppervlak vormen zoals dat voor een lensje nodig was. Vervolgens monteerde hij het lensje zo dat hij het verder op de gebruikelijke manier kon slijpen en polijsten. Later paste men fotolithografie toe op fotoresist en op in uv uithardende epoxy. Recenter zijn microlenzen gemaakt door colloïdale deeltjes door convectie vanuit een suspensie samen te voegen.
Mede dankzij tegenwoordige technologieën kan men microlenzen ontwerpen en op verschillende manieren met nauwe toleranties fabriceren. In de meeste gevallen zijn meerdere exemplaren nodig en kan men ze met spuitgiet- of persprocedés uit een master-array maken. Het master-array kan ook worden gekopieerd met elektroplating-technieken waarbij het master-array als mal wordt gebruikt. De mogelijkheid om arrays met duizenden of miljoenen microlensjes op nauwkeurige afstanden te maken, heeft geleid tot een toenemend aantal toepassingen.
Het optische rendement van diffractieve lenzen hangt af van de vorm van de groevenstructuur en, indien de ideale vorm kan worden benaderd door een reeks ‘treden’ of meerdere niveaus, kunnen de structuren worden vervaardigd met technieken uit de IC-industrie. Deze techniek wordt ook wel binaire optica genoemd.
Microlenzen in de tegenwoordige beeldsensoren worden steeds kleiner. Er zijn reeds camera-beeldsensoren met 21,1 miljoen microlensjes, één per pixel, en ieder slechts 6,4 μm breed.

## Toepassingen
Enkelvoudige microlenzen worden gebruikt om licht in glasvezels te koppelen. Microlensarrays worden vaak gebruikt om de opgevangen hoeveelheid licht van CCD-sensoren te verbeteren. Zij vangen het licht op dat anders op de niet-gevoelige gedeelten van de CCD zou vallen. Ook worden microlensarrays gebruikt in sommige videoprojectoren, om het beeld te focusseren op de lcd die het te projecteren beeld genereert. Bij het onderzoek naar het optimaliseren van fotovoltaïsche cellen voor zonnecollectoren worden microlensarrays gebruikt om het licht op de cellen te concentreren.
Er zijn combinaties van microlensarrays ontworpen met bijzondere afbeeldingseigenschappen, zoals de mogelijkheid om een vergrotingsfactor van 1 te realiseren zonder dat het beeld wordt omgekeerd, zoals bij een normale lens het geval zou zijn. Er zijn microlensarrays ontwikkeld als afbeeldend systeem in compacte apparaten, zoals kopieerapparaten en camera’s in mobiele telefoons.
In optische microscopen, kunnen twee microlensarrays worden gebruikt voor het realiseren van uniforme belichting. Door twee microlensarrays in het belichtingspad van de microscoop te plaatsen, kan een uniformiteit met een variatiecoëfficiënt van 1-2% worden behaald.
By placing two microlens arrays into the illumination path of a microscope, a uniformity of illumination of 1–2% (coefficient of variation) can be achieved.
Een andere toepassing ligt op het terrein van de 3D-beeldvorming en 3D-displays. In 1902 bedacht Frederic E. Ives een systeem voor 3D-weergave waarbij afwisselend transparante en ondoorzichtige strip werden gebruikt voor twee in smalle reepjes opgedeelde en geïnterlinieerd afgedrukte beelden stereoscopisch weer te geven. Later verving W. Hess de strips door cilindrische lensjes, een lenticulaire lens genaamd, om de belichting efficiënter te gebruiken.
Door de beschikbaarheid van sferische microlenzen kon het idee van Gabriel Jonas Lippmann voor integrale fotografie worden gerealiseerd.
Microlensarrays worden ook gebruikt in de plenoptische camera, zoals ontwikkeld door Lytro. Hiermee hoeft niet meer scherpgesteld te worden; scherpstellen geschiedt achteraf met behulp van software.

## Karakterisering
Om microlenzen te karakteriseren, moeten parameters worden gemeten zoals de brandpuntsafstand en de kwaliteit van het doorgelaten golffront. Hiervoor zijn speciale technieken en nieuwe definities ontwikkeld.
Daar het niet praktisch is de ligging van het hoofdvlak van dergelijke kleine lensjes te bepalen, wordt vaak gemeten ten opzichte van de lens zelf of het substraat. Als een lens wordt gebruikt om licht in een glasvezel te koppelen, kan het gefocusseerde golffront sferische aberratie vertonen en kan licht vanuit verschillende gedeelten van de lensopening in verschillende punten op de optische as worden gefocusseerd. Het is van belang om te weten op welke afstand het meeste licht in de glasvezelopening wordt gefocusseerd. Deze aspecten hebben geleid tot een aangepaste definitie van de brandpuntsafstand. Om metingen aan microlenzen te kunnen vergelijken en onderdelen te kunnen uitwisselen, is een reeks internationale standaarden ontwikkeld om gebruikers en producenten te helpen de microlenseigenschappen te definiëren en de juiste meetmethodes te beschrijven.

## Micro-optiek in de natuur
In de natuur zijn voorbeelden van micro-optiek te vinden, uiteenlopend van eenvoudige structuren om licht te verzamelen voor fotosynthese in bladeren, tot facetogen van insecten. Naarmate de methodes voor het maken van microlenzen verder worden ontwikkeld, kunnen de mogelijkheden tot het imiteren van optische structuren in de natuur tot nieuwe compacte optische systemen leiden.